# 희소한
희소한은 대한민국의 가수다.

## 방송
- 하고싶은말을해라 2 (2021) - Top8

## 음반
- 순애 (殉愛) (2023)
- NMW (2023)
- whydon'tyou (2023)
- Did I (2023)